# الدوار المرتبط بالصداع النصفي
الدوار المرتبط بالصداع النصفي هو الدوار الذي يرتبطُ بالصداع النصفي أو ما يُعرف باسمِ الشقيقة. حسبَ دراسةٍ قامت بها مجموعةٌ تابعةٌ لجامعة كولومبيا البريطانية فإنَّ هناك علاقة وطيدة بينَ الدوار المتكرر وبين الصداع النصفي على الرغم أن بعض الكتّاب يعتقدون أن ارتباط الصداع النصفي بالدوار ليست مقبولًا من الناحية السريرية ولا البيولوجية.

## العلامات والأعراض
الدوار هو مصطلح معروف طبياً لأعراض النظام الدهليزي (وهو يتواجد في معظم الثدييات وهو نظام حسي الذي يوفر المساهمة الرائدة في إحساس التوازن والتوجه المكاني لتنسيق الحركة مع التوازن) وهو يتضمن الشعور بالدوار أو الاحاسيس الوهمية للحركة أو كلاهما.
الدوار وهو المصطلح العام الذي يُستخدم من الأشخاص الغير متخصصين في الأعراض، ولكن أحيان يكون بالشعور بالصداع/ حساسية الضوء والدوخة والنعاس والإغماء. يجب التمييز بينها وبين الدوار الحقيقي، بينما الأعراض الأخيرة قد تكون لها أسباب أخرى. يحدث داء الحركة في كثير من الأحيان لدى مرضى الصداع النصفي (30-50٪ تحت السيطرة) يعتبر الدوار الانتيابي الحميد في مرحلة الطفولة مثالاً على الدوار المرتبط بالصداع النصفي بحيث لا يحدث صداع في كثير من الأحيان. الشريان القاعدي للصداع النصفي(BAM) يتضمن اثنان أو أكثر من الاعراض ( الدوار و  طنين الأذن أو انخفاض السمع و ترنح واضطراب الكلام والأعراض البصرية في كل من العينين أو نصفها و الشفع( ازدواجية الرؤية) و تناظر ثنائي وشلل جزئي وانخفاض أو فقدان الوعي يتبعه نبض صدعي. الأعراض السمعية تكون نادره. مع ذلك، أظهرت الدراسة عن وجود تقلب و ضعف في السمع الحسي ،العصبي لدى أكثر من 50٪ من المرضى الذين يعانون منBAM  مع تغير ملحوظ في السمع  قبل بداية الصداع النصفي . نوبات الدوار دائماً ما تكون متزامنة بالصداع، والتاريخ المرضي العائلي سبب أولي . لابد من المشخص أن يكون ملم ب : نوبة اقفارية عابرة واضطراب الدهليزي الانتيابي المصحوب بالصداع. هناك أيضا دهليزي عائلي، دوار متكرر حميد في الاسرة(fBRV)حيث تحدث نوبات الدوار مع أو بدون الصداع النصفي، قد تُظهر الاختبارات بفقدان دهليزي عميق، مع استجابة اعراض مزامنة لاستازولاميد( دواء مدر للبول) وقد ارتبط الصداع النصفي المفلوج عائلي(FMH) بطفراتفي جين قناة الكالسيوم.

## الفسيولوجيا:
الفسيولوجيا المرضية MAVليست مفهومة كلياً، وقد لوحظت كل من العيوب المركزية والمحيطية.

## التشخيص
MAVغير معرفة  كتشخيص مختلف، يقترحان لامبرت ونيو هازر معايير معينه لإحتمالية ارتباط الدوار بالصداع النصفي .
يتضمن لتشخيص الحالة بالتاريخ المرضي لها والمحددة بالدوار المرتبط بالصداع النصفي
- أعراض الدهليزي العرضية : على الأقل معتدلة الشدة .
- التاريخ الحالي والمسبق للصداع النصفي وفق التصنيف الدولي للاضطرابات الصداع العام  2004 .
- واحدة من الأعراض التالية للصداع  النصفي خلال هجوم واحد أو أكثر للدوار : صداع نصفي و رهاب الضوء و رهاب

الصوت و هالات بصرية أو هالات أخرى وغيرها من الأسباب التي استبعدتها التحقيقات
التشخيص المحتمل لدوار المرتبط بالصداع النصفي يتضمن وجود تاريخلللحالة من الأعراض الدهليزي العرضية على الآفل شدة معتدلة أوواخدة من الأمور التالية :
- التاريخ الحالي والمسبق للصداع النصفي وفق التصنيف الدولي للاضطرابات الصداع العام  2004 .
- أعراض الصداع النصفي خلال أعراض الدوار :
- ترسبات الصداع النصفي الدوار لدى أكثر من 50% من الهجمات مثل عدم تحمل الطعام وعدم انتظام النوم أو التغير الهرموني :
- استجابة ادوية الصداع النصفي لأكثر من 50% من الهجمات .
- استبعدت أسباب أخرى من قبل التحقيقات.

نلاحظ ان في كلتا المعايير السابقة أن الصداع ليس متطلب لاجراء تشخيص الدوار المرتبط بالصداع النصفي .
إضافة إلى ذلك، المرضى الذين يحملون تاريخ واضح لا يتطلب اختبار دهليزي ,  المعايير التاريخية الأخرى والتي تساعد لاجراء تشخيص للدوار المرتبط بالصداع النصفي هي أعراض فاصلة طوال حياة المريض بأكملها، تاريخ طويل من عدم تحمل الحركة  و الحساسية المفرطة للمحفزات البيئية وأوهام الحركة المحيطة والدوار الذي يوقظ المريض .

## تصنيف
دوار الوضعة الانتيابي الحميد (BPPV) - يرتبط الصداع النصفي عادة ب BPPV,الاضطراب الدهليزي الأكثر شيوعاً لدى المرضى الذين يعانون من الدوار . من الممكن ربط الطريقتان بعوامل وراثية أو بتلف الأوعية الدموية للتيهه.
مرض مينيير - هناك زيادة في انتشار الصداع النصفي المرض في المرضى المصابين بمرض مينيير و يؤدي الصداع النصفي إلى زيادة التعرض للإصابة ب بمرض مينيير ويمكن التمييز بينهما . مرض مينيير قد يكون لايام عديدة أو حتى لسنوات عدة بينما الصداع النصفي لا يستمر عادة لفترة أطول من 24 ساعة .
مرض الحركة شائع أكثر لدى مرضى الصداع النصفي .
متلازمات الطب النفسي الدوار ودوار الغزل وهما ثاني أكثر اعراض نوبات الهلع انتشاراً وقد تظهر أعراض الاكتئاب الشديد، الصداع النصفي هو عامل خطر لتطوير الاكتئاب الشديد واضطراب الهلع والعكس .

## العلاج
العلاج لدوار المرتبط بالصداع النصفي هو العلاج نفسه للصداع النصفي العام .
علم الأوبئة :
معدل انتشار الصداع النصفي والدوار لدى 200 مريض في عيادة الدوار مقارنةً ب 200 عند مرضى تحكم متطابق مع العمر والجنس من عيادة تقويم العظام.
من بين المرضى الذين يعانون من الدوار مجهول السبب، كان معدل انتشار الصداع النصفي مرتفعًا، أظهرت دراسة أخرى ان مرضى الصداع النصفي ابلغوا عن وجود دوار بمقدار 2.5 أو أكثر، وعن نوبات اصابة بالدوار خلال فترات خالية من الصداع بمقدار 2.5 أو أكثر.
قد يحدث مرض الدوار المرتبط بالصداع النصفي في أي عمر لدى كلا الجنسين بين نسبة 1.5 و 5:1، غير مرتبط بالاحداث العائلية، يبداء الصداع المرتبط بالصداع النصفي لدى معظم المرضى في وقت مبكر من دورة الحياة بخلاف  الدوار المرتبط بالصداع النصفي (MAV)وهو لسنوات من فترات خالية من الصداع قبل ظهور MAV.
من خلال دراسة اليوميات، كان معدل انتشار الدوار المرتبط بالصداع النصفي MAVخلال شهر واحد 16٪، وكان معدل تكرار الدوار المرتبط بالصداع النصفي اعلى وأطول مدة من الأيام المصاحبة بالصداع، وكان الدوار المرتبط بالصداع النصفي MAVعامل أكثر خطورة الاضطرابات المرافقة للقلق.